# Photinus perezi
Photinus perezi là một loài bọ cánh cứng trong họ Đom đóm (Lampyridae). Loài này được Zaragoza Caballero miêu tả khoa học năm 1995.